# Сілезьке нагір'я

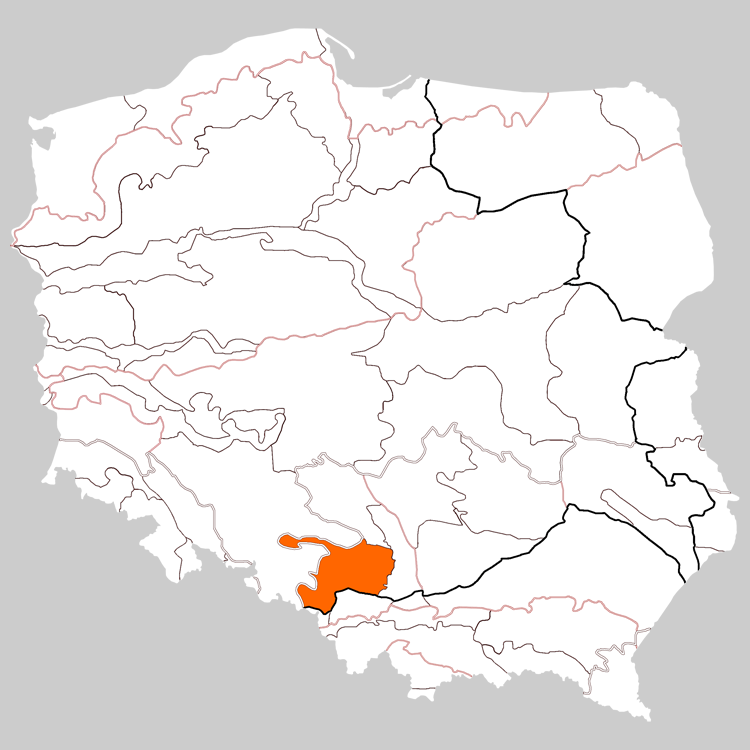
Сілезьке нагір'я на фізико-географічній карті Польщі.

Сіле́зьке нагі́р'я (пол. Wyżyna Śląska) (341.1) — нагір'я на півдні Польщі, макрорегіон, західна частина Сілезько-Краківського нагір'я.

## Загальна характеристика
Сілезьке нагір'я займає площу 3929 км². З півночі межує з Опольською рівниною та Возьницько-Вєлунським нагір'ям, зі сходу з Краківсько-Ченстоховським нагір'ям, з півдня з Освенцимською котловиною та Остравською котловиною, із заходу з Рацібожською котловиною та Вроцлавською Прадолиною. 
Макрорегіон положений на палеозойській платформі. Його найвища точка — гора Святої Анни, висота якої 408 м над рівнем моря.
Сілезьке нагір'я покрите післяльодовиковими відкладеннями, переважно пісками. На шляху течії Бялої Пшемші знаходиться Блендовська пустеля – найбільше родовище сипучих пісків у Європі. Воно поволі заростає внаслідок впровадження дюнних рослин.
Ґрунти Сілезького нагір'я в основному підзолисті. Опадів тут випадає досить багато (700-800 мм на рік). Клімат нагір'я суттєво змінений діяльністю людини. Менша деградація навколишнього середовища відбувається в північній частині. 
Це найбільша урбанізована територія в Польщі. Тут сильне забруднення повітря, наслідками якого є зниження інтенсивності сонячної радіяції та збільшення хмарності. Історично західна (більша) частина Сілезького нагір'я належить до Верхньої Сілезії, а східна (менша) — до Малопольщі.

## Поверхневі води
Через Сілезьке нагір'я проходить головний вододіл, що розділяє басейни Одри і Вісли. Річкова мережа розріджена, води дуже забруднені, це територія з поганою питною водою. Велика частина Сілезького нагір'я забезпечується водою з Гочалковицького водосховища. Головні річки: Вісла, Одра, Пшемша, Бриниця.

## Поділ
виділяються такі мезорегіони:
- Хелм
- Тарногурський хребет
- Катовицьке нагір'я
- Явожницькі Пагорби
- Рибницьке плато

## Економіка
Сілезьке нагір'я — найбільш промислово розвинена територія Польщі. Це пов'язано, в основному, з наявністю порід кам'яного вугілля. Більшість шахт розташовані в промисловому районі Верхньої Сілезії. Тут багато електростанцій, серед яких: у Лазиськах-Гурних, Бендзині та Явожні. Донедавна в Олькуші і Явожні видобували цинкову та свинцеву руди та залізну в Ченстохові. Тут багато промислових і коксохімічних заводів.